# Нуску
Нуску — вавилонский бог огня и палящего зноя.
Сын и советник Энлиля. В новоассирийский период особенно почитался в Харране, где считался сыном бога Луны Сина.

## Упоминание в источниках
Да благословит градоправителя бог Энлиль и град Ниппур! 

Пусть даруют ему процветание великое боги Адад и Нуску!
 — вавилонская поэма «Ниппурский бедняк»